# Binali Yıldırım
Binali Yıldırım (sinh ngày 20/12/1955) là một nhà chính trị Thổ Nhĩ Kỳ, là thủ tướng thứ 27 của Thổ Nhĩ Kỳ. Từ tháng 5 năm 2016 đến tháng 7 năm 2018, Binali Yıldırım được bổ nhiệm làm Thủ tướng Thổ Nhĩ Kỳ sau khi Ahmet Davutoğlu từ chức.
Ông hiện là lãnh đạo của Đảng Công lý và Phát triển kể từ tháng năm 2016. Trước đó, ông từng là Bộ trưởng Bộ Giao thông vận tải, hàng hải và truyền thông gần như liên tục 2002-2013 và một lần nữa giữa năm 2015 và năm 2016. giữa năm 2014 và năm 2015, ông từng là cố vấn cao cấp Recep Tayyip Erdoğan.